# Kauri Kõiv
Kauri Kõiv (ur. 25 lipca 1983 w Elva) – estoński biathlonista.
Starty w Pucharze Świata rozpoczął zawodami w Östersund w roku 2003 zajmując 71. miejsce w sprincie. Jego najlepszy dotychczasowy wynik w Pucharze świata to 22. miejsce w sprincie w Novym Mescie w sezonie 2011/12.
Podczas Mistrzostw świata juniorów w roku 2003 w Kirach zajął 39. miejsce w biegu indywidualnym, 54 w sprincie, 44 w biegu pościgowym i 13 w sztafecie.
Na Mistrzostwach świata w roku 2007 w Antholz-Anterselva zajął 81. miejsce w sprincie i 11 w sztafecie. Na Mistrzostwach świata w roku 2008 w Östersund zajął 43. miejsce w biegu indywidualnym, 81 w sprincie oraz 12 w sztafecie. Na Mistrzostwach świata w roku 2009 w Pjongczangu zajął 70. miejsce w sprincie oraz 14 w sztafecie.
Złoty medalista Zimowych igrzysk wojskowych w Dolinie Aosty (2010), w drużynowym biegu patrolowym na 25 km.

## Osiągnięcia

### Zimowe Igrzyska Olimpijskie
| 2010 Vancouver/Whistler (Kanada)                       | 44. miejsce (IN), 48. miejsce (SP), 50. miejsce (PU), 14. miejsce (RL) |
| 2014 Soczi/Krasnaja Polana (Rosja)                     | 77. miejsce (IN), 54. miejsce (SP), 46. miejsce (PU), 16. miejsce (RM) |
| 2018 Pjongczang/Daegwallyeong-myeon (Korea Południowa) | 68. miejsce (IN), 76. miejsce (SP), 13. miejsce (RL)                   |

### Mistrzostwa świata
| 2007 Anterselva (Włochy)           | 81. miejsce (SP), 11. miejsce (RL)                                     |
| 2008 Östersund (Szwecja)           | 43. miejsce (IN), 81. miejsce (SP), 12. miejsce (RL)                   |
| 2009 Pjongczang (Korea Południowa) | 70. miejsce (SP), 14. miejsce (RL)                                     |
| 2011 Chanty-Mansijsk (Rosja)       | 77. miejsce (IN), 71. miejsce (SP), 15. miejsce (RL)                   |
| 2012 Ruhpolding (Niemcy)           | 26. miejsce (IN), 59. miejsce (SP), 56. miejsce (PU), 18. miejsce (RL) |
| 2013 Nove Mesto (Czechy)           | 36. miejsce (IN), 31. miejsce (SP), 48. miejsce (PU), 16. miejsce (RL) |

### Puchar Świata

#### Miejsca w klasyfikacji generalnej
| Sezon     | Miejsce |
| --------- | ------- |
| 2008/2009 | 106.    |
| 2009/2010 | 101.    |
| 2011/2012 | 74.     |
| 2012/2013 | 84.     |
| 2013/2014 | 61.     |
| 2014/2015 | 80.     |
| 2015/2016 | 81.     |
| 2016/2017 | 65.     |